# Christiane Ziegler
Christiane Ziegler (L'Isle-sur-la-Sorgue, 1942) es una egiptóloga francesa, directora del departamento de antigüedades egipcias del Museo del Louvre, profesora de la École du Louvre y directora del URA 1064 del CNRS (centro nacional de investigaciones científicas de Francia). Es oficial de la Legión de Honor y comandante de la Orden Nacional del Mérito.

## Trayectoria
Profesora de historia, ha defendido una tesis doctoral en la Universidad de París sobre las colecciones del Departamento de Antigüedades egipcias del museo del Louvre, que ella dirigió de 1993 a 2007. Durante el período 1994-2004, fue directora de la Unidad de Investigación del Louvre CNRS URA 1064, cuyo trabajo se centra en Tebas. 
Autora de numerosos artículos científicos y libros de egiptología y miembro de sociedades científicas, ha sido galardonada con el premio Gaston Maspero (concedido por la Academia de las inscripciones y lenguas antiguas). En particular, ha publicado estudios sobre las pirámides (jeroglíficos, inscripciones, estatuas, relieves y pinturas de las tumbas), las artes del metal en la época faraónica (bronce y plata) y una monografía dedicada a la reina Tiy, esposa de Amenhotep III. Trabajó también en la nueva edición de la Grammaire égyptienne y de Lettres écrites d'Égypte et de Nubie de Champollion, y es autora de varios libros sobre historia del Arte egipcio. Profesora de arqueología de Egipto en la École del Louvre, Christiane Ziegler también codirige tesis sobre arqueología egipcia.

### Trabajo de campo
Participó desde 1980 en las excavaciones que realizó el Louvre en Tod (Alto Egipto), ha servido desde hace varios años en las realizadas por el Ministerio de Relaciones Exteriores francés. 
En 1991 comenzó a colaborar con el Consejo Superior de Antigüedades egipcio dirigido por Zahi Hawass, y se encarga de las excavaciones que se realizan en Saqqara junto a la calzada procesional de la pirámide de Unis, donde, entre otras misiones, localizó y excavó la mastaba de Ajethetep, un noble del Antiguo Egipto, sacerdote y médico. Egipto había entregado al Louvre la capilla de adoración en 1903, quedando expuesta en el museo. Estas excavaciones han sacado a la luz no sólo la mastaba del dignatario, sino también todo un sector de la necrópolis que aún no estaba explorada y cuyo estudio está aún en curso: durante el periodo 2003-2007, en el sector se han encontrado intactas dos tumbas que datan del primer milenio a. C. y que contienen magníficos sarcófagos con máscara de oro. Estos descubrimientos han dado lugar a numerosas publicaciones y dos largometrajes, realizados por Frédéric Wilner y coproducidos por el Louvre y FR3 (Le Trésor enfoui de Saqqara y Les secrets du trésor de Saqqara). 

### Museística
Sus logros museísticos son numerosos, tanto en Francia como en el extranjero. En Egipto, participó en la creación del museo Imhotep en Saqqara y representa a Francia en la comisión de la UNESCO del museo de antigüedades de Nubia en Asuán y en el museo de la civilización egipcia de El Cairo. Cada año ha organizado y supervisado en el Louvre cursos para que aprendices, estudiantes e investigadores egipcios estén familiarizados con la práctica de la egiptología y la museología en un museo occidental.
En Francia, Ziegler creó los primeros talleres del Louvre en 1982, y ha llevado a cabo la renovación del departamento egipcio del Louvre en el Grand Louvre, que culminó en diciembre de 1997 con una renovación de las colecciones en espacios ampliados y modernizados. Recientemente fue nombrada miembro del Consejo Científico de la Agencia France-Muséums, que es responsable de la creación en 2007 del museo Louvre Abu Dabi.

### Exposiciones
Ha sido comisaria de grandes exposiciones con temas innovadores: 
- Nacimiento de la escritura (Grand Palais, 1982),
- Tanis, el oro de los faraones (Paris-Grand Palais-Edimburgo, 1987-1988),
- Memorias de Egipto (París-Berlín, 1990),
- Egiptomanía (París-Ottawa-Viena, 1994-1996),
- El arte egipcio en tiempos de las pirámides (París-Nueva York-Toronto, 1999-2000),
- Faraones (Venecia-París-Madrid-Baréin-Valenciennes, 2002-2007),
- Reinas de Egipto (julio-septiembre de 2008, Mónaco)[4]
- así como una veintena de exposiciones regionales.
- Actualmente prepara una exposición internacional sobre Saqqara, que se verá en el Louvre en 2012 o 2013.

### Obras publicadas
Bibliografía
Entre otros:
- L'Egypte de Jean-François Champollion: lettres & journaux de voyage (1828-1829). IMAGE/MAGIE. 1989.
- The Louvre: Egyptian Antiquities. Editions Scala. 2002. ISBN 2-86656-288-7.
- The Pharaohs. Rizzoli. 2002. ISBN 0-8478-2507-8.
- Les pyramides d'Egypte. Hachette. 1999. ISBN 2-01-235500-5.
- Le mastaba d'Akhethetep. Peeters Publishers. 2007. ISBN 90-429-1922-1.
- Art et archéologie : L'Egypte ancienne. Ecole du Louvre. 2001. ISBN 2-7118-4281-9.
- L'art de l'ancien empire égyptien. Documentation française. 1999. ISBN 2-11-004264-8.
- Ancient Egypt at the Louvre. I. B. Tauris & Company, Limited. 1999. ISBN 1-86064-043-5.
- Tanis. Seuil. 1987. ISBN 2-8264-0056-8.
- Le scribe accroupi. Réunion des musées nationaux. 2002. ISBN 2-7118-4237-1.
- Des dieux, des tombeaux, un savant. Somogy. 2004. ISBN 2-85056-727-2.
- La Musique égyptienne (Petits guides des grands musées). Réunion des musées nationaux. 1991. ISBN 2-7118-0584-0.
- Reines d'Egypte : D'Hétephérès à Cléopâtre. Somogy. 2008. ISBN 2-7572-0192-1.
- Der Louvre: Ägypten, Vorderer Orient, Klassische Antike. Beck Verlag. 1997. ISBN 3-406-37750-5.

Filmografía
- Champillions Erben (1997) (TV)[5]
- Les Secrets du Nil (1997) (TV)[6]